# Ulrich Sand
Ulrich Sand (* 8. Februar 1944) ist ein ehemaliger deutscher Fußballspieler.

## Karriere
Der spätere Lehrer wuchs bis zum 16. Lebensjahr fußballerisch in der Jugend vom VfB Hermsdorf auf, ehe er sich 1960 Wacker 04 Berlin anschloss. Im letzten Jahr der alten erstklassigen Oberligaära, 1962/63, kam der 18-jährige Stürmer zu 11 Einsätzen (ein Tor) in der Oberliga. In den zwei ersten Runden in der damals zweitklassigen Fußball-Regionalliga Berlin (1963/64, 1964/65) machte er mit 27 Treffern in 46 Ligaspielen auf sich aufmerksam. Er war ein Angreifer für den Torabschluss, dem ein harter Schuss im linken Fuß zur Verfügung stand, welcher aber gravierende läuferische Defizite hatte.
Sand wechselte im Sommer 1965 – wie auch Nationalspieler Horst Szymaniak – zum gerade aus sportpolitischen Gründen (Ersatz für Hertha BSC) in die Bundesliga aufgenommenen Tasmania Berlin. Bei Tas war Sand Ergänzungsspieler hinter weiteren Angreifern wie Wolfgang Neumann, Wolfgang Rosenfeldt und Wulf-Ingo Usbeck. Am 4. September 1965 debütierte er beim Auswärtsspiel gegen den Hamburger SV, bei einer 1:5-Niederlage, in der Bundesliga. Der Tas-Angriff trat dabei in der Besetzung mit Wulf-Ingo Usbeck, Klaus Konieczka, Helmut Fiebach, Peter Engler und Sand an. Er absolvierte neun Spiele. Zu Spielzeitende landete Sand mit Tas auf dem abgeschlagen letzten Tabellenplatz und stieg ab.
In der folgenden Runde in der Regionalliga Berlin, 1966/67, erzielte er für die Neuköllner in acht Spielen sechs Tore. Der oft mit Verletzungen kämpfende Angreifer wechselte 1967 zu den Reinickendorfer Füchsen und absolvierte aber in zwei Runden lediglich noch zehn weitere Regionalligaspiele mit einem Treffer. Ab 1969 ließ er seine Karriere bei der BSG Berliner Lehrer ausklingen.